# Heliconius cydno
Heliconius cydno es una especie de lepidóptero de la familia Nymphalidae. Se distribuye desde México hasta el norte de Sudamérica.
Las larvas se alimentan de especies de Passiflora, incluidas Passiflora vitifolia y Passiflora biflora.

## Subespecies
- Heliconius cydno cydno Doubleday, 1847
- Heliconius cydno alithea Hewitson
- Heliconius cydno chioneus Bates, 1864
- Heliconius cydno galanthus Bates, 1864
- Heliconius cydno wernickei Weymer
- Heliconius cydno weymeri Staudinger
- Heliconius cydno zelinde Butler